# Михальчино-Слобідська сільська рада
Михальчино-Слобідська́ сільська́ ра́да — адміністративно-територіальна одиниця та орган місцевого самоврядування в Новгород-Сіверському районі Чернігівської області. Адміністративний центр — село Михальчина-Слобода.

## Загальні відомості
- Територія ради: 45,948 км²
- Населення ради: 399 осіб (станом на 2001 рік)

## Населені пункти
Сільській раді підпорядковані населені пункти:
- с. Михальчина-Слобода

## Склад ради
Рада складається з 12 депутатів та голови.
- Голова ради: Балаба Любов Олександрівна

### Керівний склад попередніх скликань
| Прізвище, ім'я, по батькові  | Основні відомості                                                         | Дата обрання | Дата звільнення |
| ---------------------------- | ------------------------------------------------------------------------- | ------------ | --------------- |
| Шкалаберда Анатолій Іванович | Сільський голова, 1949 року народження, безпартійний                      | 26.03.2006   | 01.02.2010      |
| Балаба Любов Олександрівна   | Сільський голова, 1973 року народження, освіта вища, позапартійна         | 20.06.2010   | 31.10.2010      |
| Балаба Любов Олександрівна   | Сільський голова, 1973 року народження, освіта вища, член Партії регіонів | 31.10.2010   |                 |

Примітка: таблиця складена за даними сайту Верховної Ради України

### Депутати
За результатами місцевих виборів 2010 року депутатами ради стали:

#### За суб'єктами висування
| Суб'єкт висування           | Кількість обраних депутатів | %    |
| --------------------------- | --------------------------- | ---- |
| Самовисування               | 7                           | 58,3 |
| Партія регіонів             | 4                           | 33,3 |
| Комуністична партія України | 1                           | 8,3  |

#### За округами
| № округу                    | Прізвище, ім'я, по батькові     | Дата визнання обраним | Освіта  | Партійна приналежність            | Відомості про обраного депутата                                                         |
| --------------------------- | ------------------------------- | --------------------- | ------- | --------------------------------- | --------------------------------------------------------------------------------------- |
| Комуністична партія України |                                 |                       |         |                                   |                                                                                         |
| 4                           | Акользіна Наталія Олександрівна | 01.11.2010            | вища    | член Комуністичної партії України | Михальчино-Слобідська загальноосвітня школа І-ІІ ст., прибиральниця службових приміщень |
| Партія регіонів             |                                 |                       |         |                                   |                                                                                         |
| 1                           | Дригіна Людмила Василівна       | 03.11.2010            | середня | член Партії регіонів              | тимчасово не працює                                                                     |
| 3                           | Печеніна Раїса Георгіївна       | 01.11.2010            | середня | член Партії регіонів              | пенсіонер                                                                               |
| 5                           | Мороз Микола Іванович           | 01.11.2010            | вища    | член Партії регіонів              | тимчасово не працює                                                                     |
| 9                           | Стихіляс Олена Василівна        | 01.11.2010            | вища    | член Партії регіонів              | НАСК «Оранта», страховий агент                                                          |
| Самовисування               |                                 |                       |         |                                   |                                                                                         |
| 2                           | Єрмолаєв Олександр Васильович   | 01.11.2010            | вища    | позапартійний                     | тимчасово не працює                                                                     |
| 6                           | Сибіль Василь Федорович         | 01.11.2010            | середня | позапартійний                     | тимчасово не працює                                                                     |
| 7                           | Байтрак Надія Юріївна           | 01.11.2010            | середня | позапартійна                      | Михальчино-Слобідський фельдшерський пункт, молодша медична сестра                      |
| 8                           | Балаба Ніна Миколаївна          | 01.11.2010            | середня | позапартійна                      | пенсіонер                                                                               |
| 10                          | Курило Олена Валентинівна       | 01.11.2010            | вища    | позапартійна                      | Михальчино-Слобідська сільська рада, секретар                                           |
| 11                          | Дужий Іван Дмитрович            | 01.11.2010            | середня | позапартійний                     | тимчасово не працює                                                                     |
| 12                          | Рибалов Віктор Анатолійович     | 01.11.2010            | середня | позапартійний                     | Михальчино-Слобідський комунгосп, приймальник молока                                    |